# Andrzej Skoczowski
Andrzej Maria Skoczowski (ur. 20 marca 1951 w Krakowie) – polski agronom, specjalizujący się w fizjologii roślin, profesor nauk biologicznych, profesor zwyczajny Instytutu Fizjologii Roślin im. Franciszka Górskiego PAN i Uniwersytetu Pedagogicznego im. Komisji Edukacji Narodowej w Krakowie.

## Życiorys
W 1974 ukończył studia chemiczne na Uniwersytecie Jagiellońskim. Doktoryzował się w 1984 na Akademii Rolniczej im. Hugona Kołłątaja w Krakowie na podstawie rozprawy zatytułowanej Zmiany intensywności syntezy i polarności lipidów w czasie kiełkowania rzepaku ozimego i jarego w temp. 20 °C oraz w temp. wernalizacji (2 °C), której promotorem był prof. Adam Markowski. Stopień doktora habilitowanego uzyskał w 1999 na AR w Krakowie w oparciu o pracę pt. Wpływ chłodu na wybrane procesy fizjologiczne pszenicy ozimej ze szczególnym uwzględnieniem wernalizacji. Tytuł naukowy profesora nauk biologicznych otrzymał 3 listopada 2011.
W 1975 podjął pracę w Zakładzie Fizjologii Roślin PAN, przekształconym w 2003 w Instytut Fizjologii Roślin im. Franciszka Górskiego PAN. W jednostce tej zajmował kolejno stanowiska asystenta i starszego asystenta naukowo-badawczego, adiunkta, docenta, profesora nadzwyczajnego i profesora zwyczajnego. W latach 2000–2008 pełnił funkcję zastępcy dyrektora IFR. Ponadto w latach 2005–2013 był zastępcą kierownika Zakładu Biologii Rozwoju IFR.
W 2007 został zatrudniony na stanowisku profesora nadzwyczajnego na Uniwersytecie Pedagogicznym im. Komisji Edukacji Narodowej w Krakowie, na którym cztery lata później objął stanowisko profesora zwyczajnego. W latach 2007–2013 kierował Zakładem Fizjologii Roślin w Instytucie Biologii UP.
Jego zainteresowania naukowe obejmują: odpowiedź roślin na biotyczne i abiotyczne czynniki stresowe, allelopatię, termoindukcję rozwoju generatywnego roślin oraz indukowane chłodem zmiany membran plazmatycznych. Został członkiem Polskiego Towarzystwa Botanicznego, Polskiego Towarzystwa Biologii Eksperymentalnej Roślin i International Society for Biological Calorimetry. W 2009 otrzymał nagrodę zespołową Wydziału Nauk Rolniczych, Leśnych i Weterynaryjnych PAN za cykl prac badawczych pt. Fizjologiczne i biochemiczne przyczyny zmienności reakcji na działanie stresu suszy u różnych genotypów kukurydzy i pszenżyta.
W 2004 został odznaczony Złotym Krzyżem Zasługi. W 2018 r. uhonorowany Medalem Komisji Edukacji Narodowej.